# Nata De Leeuw
Nata De Leeuw (eigentlich Natalie De Leeuw, * 2. Februar 1991 in Calgary) ist eine ehemalige kanadische Skispringerin.

## Werdegang
Nata De Leeuw startet für den Altius Nordic Ski Club und tritt seit 2005 in oberklassigen Veranstaltungen der Fédération Internationale de Ski teil. Ihr erstes Rennen bestritt sie im Oktober des Jahres in Park City, wo sie 20. auf der Normalschanze wurde. 2005 und 2006 sollten Platzierungen in den Punkterängen Normalität für die Kanadierin werden, nie kam sie nicht unter die besten 30, allerdings auch nie unter die Top Ten. Bei der Junioren-Weltmeisterschaft 2006 in Kranj kam de Leeuw auf den 13. Rang. Im Januar 2007 erreichte die Kanadierin als Siebtplatzierte in Toblach erstmals eine Platzierung unter den besten Zehn des Continental Cups, in Rastbüchl und Schonach verpasste sie als Viertplatzierte Podiumsplatzierungen. Weniger erfolgreich sprang sie als 28.-Platzierte bei der Junioren-WM 2007 in Tarvis.
Im Sommer 2007 kam de Leeuw bei einem Matten-Continental-Cup-Springen in Lake Placid als Zweitplatzierte hinter Anette Sagen erstmals auf das Podest, nur wenige Tage später wurde sie in Park City Dritte. An selber Stelle konnte die Kanadierin im Winter 2008 von der Großschanze erstmals Zweite bei einem Schneespringen werden. Schon zuvor wurde sie bei der Junioren-WM in Zakopane 12., 2009 verpasste sie hinter Magdalena Schnurr, Anna Häfele und Coline Mattel als Viertplatzierte eine Medaille um drei Punkte. Bei der ersten Nordischen Skiweltmeisterschaft 2009 in Liberec erreichte De Leeuw bei schwierigen Verhältnissen den elften Platz. Bestes Resultat in der Continental-Cup-Gesamtwertung war Platz sieben in der Saison 2007/08.
2009 beendete sie allerdings im Alter von nur 18 Jahren ihre Karriere, da Frauenskispringen nicht in das Programm der Olympischen Winterspiele 2010 in Whistler aufgenommen wurde. In der Saison 2009/2010 sprang sie noch mehrmals hobbymäßig. So nahm sie an den Kanadischen Meisterschaften im Skispringen 2012 von der Normalschanze teil und gewann hinter Taylor Henrich die Silbermedaille.
Sie ist die ältere Schwester des ehemaligen Wintersportlers und heutigen Musikers Yukon de Leeuw.

## Erfolge
| Saison  | COC-Platzierung | FIS-Ladies-Grand-Prix |
| ------- | --------------- | --------------------- |
| 2005/06 | 30              | 21                    |
| 2006/07 | 12              | 20                    |
| 2007/08 | 7               | 22                    |
| 2008/09 | 8               | -                     |

| Kanadische Meisterschaften | Kanadische Meisterschaften | Kanadische Meisterschaften     | Kanadische Meisterschaften |
| -------------------------- | -------------------------- | ------------------------------ | -------------------------- |
| Silber                     | 2012 Whistler              | Silber im Einzel Normalschanze |                            |